# Dragomelj
Dragomelj – wieś w Słowenii, w gminie Domžale. W 2018 roku liczyła 884 mieszkańców.